# Artur Alliksaar
Artur Alliksaar (1936. június 17-ig Artur Alnek, Tartu, 1923. április 15. – Tartu, 1966. augusztus 12.) észt költő, drámaíró és műfordító.

## Élete
Tartuban végezte el az általános iskolát, 1937-ben beiratkozott a rangos középiskolába: a Hugo Treffner Gimnáziumba. Utána egy rövid ideig az apjához hasonlóan a vasútnál dolgozott. 1941-ben önként jelentkezett az észt biztonsági erőkhöz. 1943 és 1944 között a Waffen-SS-ben szolgált, a keleti fronton harcolt a Vörös Hadsereg ellen. 1944 és 1949 között ismét az észt vasútnál dolgozott. 1949-ben hivatali visszaéléssel vádolták, ezért a szovjet hatóságok letartóztatták és deportálták. 1957-ig munkatáborokban szenvedett. Kiengedése után nem kapott engedélyt az Észtországba való visszatérésre, a Vologdai területen élt, de egy évvel később (1958-ban) titokban visszatért Tartuba, és sörgyárban, építőiparban és a vasút területén dolgozott. 
Az irodalom iránt is elkötelezte magát. Sok igazságtalanságot szenvedett a szovjet hatalom alatt. A börtönbüntetés mellett a házát felégették, és szennyes padlójú istállóban kényszerült élni, míg a felesége és a fia tüdőgyulladásban szenvedett. Annak ellenére, hogy kizárták a hivatalos irodalmi életből, Alliksaar az irodalmi körökben jól ismert volt, kiterjedt befolyást gyakorolt más írókra is. Andres Ehin költő a „tartui bohémek királyának” nevezte.
Alliksaar 1966-ban vastagbélrákban halt meg. Munkáinak nagy részét posztumusz jelentették meg.

## Költészete
Műveiben az egyén szabadságát ünnepli, a versei innovatívak és kritikusak a korszakkal szemben. Főként szabadversben írt. Alkotásai nagy része szenvedélyes, gondatlan és bohém jellegű. A művei közül keveset publikált életében; mégis jól ismert volt. Egy darabot írt, a Nimetu Saar-t (Névtelen sziget), amelyet nyomtatott formában látott. Versei teljes gyűjteménye, a Päikesepillaja (Nyugtató napfény), 1997-ben jelent meg, és bestseller lett. Verseket is fordított, Szergej Jeszenyin, Anna Ahmatova és Rainer Maria Rilke alkotásait.

## Művei
- Nimetu saar (1966) Névtelen sziget
- Olematus võiks ju ka olemata olla (1968)[5] A nemlétezés nem létezhet
- Luule (1976)[5] Költészet
- Väike luuleraamat (1984)[5] Egy kis költői könyv
- Päikesepillaja (1997)[6] Összegyűjtött versek
- Alliksaar armastusest (2002)[5] Alliksaar szerelmes

## Fordítás
- Ez a szócikk részben vagy egészben  az   Artur Alliksaar című angol Wikipédia-szócikk ezen változatának fordításán alapul.  Az eredeti cikk szerkesztőit annak laptörténete sorolja fel. Ez a jelzés csupán a megfogalmazás eredetét és a szerzői jogokat jelzi, nem szolgál a cikkben szereplő információk forrásmegjelöléseként.